# René Tys
René Tys est un homme politique français né le 7 décembre 1920 à Reims (Marne) et mort le 29 janvier 1980 dans cette même ville.

## Biographie
René Tys est originaire d'un milieu modeste, ses parents travaillent pour L’Éclaireur de l'Est, quotidien radical dirigé par le maire de Reims, Paul Marchandeau, puis à L'Union. Il passe sa scolarité dans le quartier de Clairmarais. Il obtient son CAP tourneur-ajusteur à l'usine Panhard et adhère à la CGT.
Il s'engage dans la Marine en 1939, puis après avoir notamment stationné au Liban, il rentre en France. Il retrouve son emploi à Panhard mais il est envoyé au STO début 1943. En Allemagne, il est à deux reprises condamné à la prison pour tentative d'évasion puis sabotage. À la Libération, il rejoint le Parti communiste français.
Responsable syndical, il est licencié des établissements Laval en 1952 en raison d'une grève. Il est élu conseiller municipal en 1953 et réélu en 1957 jusqu'en 1959. En 1954, il est premier secrétaire de la Fédération communiste de la Marne et le reste jusqu'en 1977. En janvier 1956, la liste communiste obtient 29,2 % des voix dans la Marne, en deuxième position, il est élu avec Alcide Benoît après avoir échoué en 1951 avec 26,9 %. Il n'est pas élu aux élections cantonales de 1951 et de 1958, où il est battu de 25 voix par Pierre Schneiter, alors maire de Reims.
Durant la crise de mai 1958, il vote contre l'investiture de Charles de Gaulle, les pleins pouvoirs et la révision constitutionnelle. La même année, il perd son siège de député avec le passage au scrutin uninominal à deux tours. Il se représente sans succès en 1962, 1967, 1968 et 1973. En 1964, il remporte le canton de Reims-3 face au député-maire Jean Taittinger. Il est ensuite élu dans le canton de Reims-7 de 1973 à sa mort. En 1977, il revient au conseil municipal lors de l'élection du communiste Claude Lamblin comme maire ; il devient son quatrième adjoint.
Un complexe sportif de sa ville natale porte aujourd'hui son nom, le complexe René-Tys.

## Référence
- « René Tys », sur Assemblée nationale (consulté le 22 juin 2011)